# Epigallocatechingallat
Epigallocatechingallat, engl. Epigallocatechin gallate, (EGCG), ist ein Carbonsäureester der Gallussäure mit dem Alkohol und Catechin Epigallocatechin. Das Antioxidans stellt die Mehrheit aller Catechine des grünen Tees dar. Im schwarzen Tee ist der Anteil an Catechinen deutlich geringer, da aufgrund der Fermentation die Catechine zu oligomeren Theaflavinen reagieren.
Der Verbindung werden zahlreiche gesundheitsfördernde Wirkungen nachgesagt.

## Vorkommen

### Tee
In relativ hohen Mengen liegt es in den koffeinhaltigen Teesorten vor, davon am meisten in unfermentiertem Tee, siehe Grüntee und Weißtee.

### Andere Quellen
Spuren finden sich auch in der Schale von Äpfeln (insbesondere die polyphenolhaltigen alten Apfelsorten), in Pflaumen, Zwiebeln, Haselnüssen, Pekannüssen, Pistazien, Birnen, Kiwis, Himbeeren, Erdbeeren. Vergleichsweise deutlich mehr findet sich im Fruchtpulver sowie dem Mehl aus den Samen des Johannisbrotbaums.

## Medizinische Aspekte
In Laborstudien entfaltet EGCG verschiedene biologische Wirkungen. Es muss jedoch beachtet werden, dass es zu den PAINS zählt. Dies schränkt die Aussagekraft von in-vitro-Beobachtungen erheblich ein.
Die EFSA hatte 2011 gezeigt, dass kein kausaler Zusammenhang zwischen den in Tee enthaltenen Catechinen und der Aufrechterhaltung des normalen LDL-Cholesterin-Spiegels besteht. Dagegen zeigt ein Review von 2016, dass die Einnahme täglicher hohen Dosen von 107 bis 856 mg pro Tag von vier bis 14 Wochen diesen Spiegel leicht senkt.

### Bindung am Cannabinoid-Rezeptor 1
EGCG bindet sich an den Cannabinoid-Rezeptor 1 mit einer Bindungsaffinität von Ki = 33,6 μM.

### Hitzestabilität und Epimerisierung
In einer Umgebung mit hohen Temperaturen ist eine Epimerisierung von (−)-Gallocatechingallat zu (−)-EGCG sowie die Zersetzung möglich. Die Exposition in kochendem Wasser für 30 Minuten führt zu einer 12,4%igen Reduktion der EGCG-Gesamtmenge. Bei der kurzen Aufbrühzeit von Tee ist eine Reduktion des EGCG daher unerheblich.

### Interaktion mit Milchproteinen
Verschiedene Studien weisen darauf hin, dass die in Milch enthaltenen Proteine (Molkenproteine, Kaseine) EGCG und anderen Catechine komplexieren, was deren antioxidative Kapazität beeinflusst.

### Mögliche Nebenwirkungen
Ab einer Tagesdosis von 800 mg EGCG sind Leberschäden und Blutdruckerhöhung zu befürchten. Diese waren aber nur bei Verabreichung von EGCG als Nahrungsergänzungsmittel oder als in kontrollierten Studien getestetes Medikament aufgetreten. Solcherlei Effekte werden selbst durch ausgeprägten Konsum des Grüntees in Aufgussform nicht beobachtet, weshalb die EFSA diese Form des Konsums im Unterschied zu der Verabreichung als Nahrungsergänzungsmittel als gesundheitlich unbedenklich erachtet.